# Holcus grumosus
Holcus grumosus là một loài thực vật có hoa trong họ Hòa thảo. Loài này được (Sennen & Mauricio) Sennen mô tả khoa học đầu tiên năm 1933.